# Amarillo mango
Amarillo mango (en portugués: Amarelo manga) es una película dramática brasileña de 2002 dirigida por Cláudio Assis. Está protagonizada por Matheus Nachtergaele, Jonas Bloch, Dira Paes, Chico Díaz y Leona Cavalli como personas de clase trabajadora que se involucran en encuentros amorosos y sociales, y la mayor parte de la acción tiene lugar en un hotel y un bar. El debut como director de Assis, la película fue parcialmente inspirada por su cortometraje anterior Texas Hotel. Fue filmado con un bajo presupuesto en los suburbios de Pernambuco.
Mango Yellow recibió varios premios en varios festivales de cine, tanto en Brasil como en el extranjero, incluidos el Festival de Brasília y el Festival de Cine de Berlín. En general, la crítica fue alabada por los revisores nacionales por sus personajes, banda sonora, cinematografía y representaciones de Brasil, mientras que los críticos de habla inglesa tuvieron una respuesta más mixta.

## Trama
La película comienza con Lígia, una camarera que está harta de su rutina agotadora y que se ve obligada a rechazar rutinariamente las propuestas sexuales de los clientes del bar. Uno de los hombres que golpea a Lígia es Isaac, un necrófilo que disfruta sodomizando cadáveres y bebiendo su sangre. Vive en el Hotel Texas, donde Dunga, un hombre gay , trabaja como un manitas. Dunga se siente atraído por Wellington, un carnicero que entrega carne al hotel. Wellington, sin embargo, está casado con Kika, una mujer que se enorgullece de ser una cristiana evangélica. Sin embargo, Wellington engaña a su esposa con una mujer llamada Dayse. Dayse se cansa de ser la amante de Wellington y le cuenta a Dunga sobre la relación.
Dunga revela anónimamente a Kika que su marido la está engañando, pensando que si él puede destruir su matrimonio, él y Wellington pueden convertirse en amantes. Kika encuentra a Wellington y Dayse juntos, los ataca, y luego se va para siempre. Wellington va al Hotel Texas para buscar consuelo. Dunga quiere llevar a Wellington a su habitación, pero Wellington se desanima por el funeral del recientemente fallecido propietario del hotel. Mientras tanto, Isaac es expulsado del bar después de tratar de agarrar a Lígia por la fuerza. Luego lo ven conducir su automóvil y cuando conoce a Kika, la lleva a su apartamento y tienen relaciones sexuales. Cuando la película concluye, Lígia vuelve a mostrarse quejándose de su rutina. Esto es seguido por un montaje de la vida cotidiana de la ciudad, que termina con la decisión de Kika de teñir su cabello del mismo tono que hizo que Isaac se sintiera tan atraído por Lígia.